# Секс в большом городе
«Секс в большо́м го́роде» (англ. Sex and the City, дословный перевод названия — «Секс и город») — американский комедийно-драматический телесериал канала HBO, созданный Дарреном Старом. Эпизоды выходили в эфир с 6 июня 1998 по 22 февраля 2004 года. Всего было снято 94 эпизода в составе шести телевизионных сезонов. Средняя продолжительность эпизода колеблется от 25 до 35 минут. Одним из постоянных авторов и режиссёров сериалов с является Майкл Патрик Кинг.
Действие сериала разворачивается в Нью-Йорке и рассказывает о жизни четырёх подруг в возрасте «за 30» — они свободно обсуждают вопросы секса, любви и карьеры. В сериале также поднимаются вопросы безопасного секса, сексуальной ориентации, беспорядочных связей, феминизма, роли женщины в современном обществе и многие другие.
Помимо сюжетных линий, непосредственно затрагивающих аспекты сексуального и любовного характера, в сериале также отражены основные общественные, политические, экономические и культурные веяния того времени. В частности, на примере жизни героев сериала можно легко проследить за историей развития интернета и мобильной связи, стремительная популяризация которых началась как раз на рубеже 1990-х и 2000-х годов. Сериал также затрагивает такие не популярные для того времени темы, как рак, импотенция и мастурбация. В одном из эпизодов сериала в роли камео присутствует будущий президент США Дональд Трамп.
Сериал основан на одноимённой книге журналистки и писательницы Кэндес Бушнелл. Основной состав на протяжении всего сериала оставался прежним — Сара Джессика Паркер, Ким Кэттролл, Кристин Дэвис и Синтия Никсон.
Сериал стал любим миллионами поклонников по всему миру, а также получил положительные отзывы критиков и множество наград и номинаций на престижные премии — среди них 7 премий «Эмми», 8 премий «Золотой глобус» и 11 премий Гильдии киноактёров. Также сериал попал во многие списки лучших шоу, включая списки журналов «Entertainment Weekly» и «Time». После закрытия сериала было снято два полнометражных фильма в 2008 и 2010 годах, а также молодёжный сериал-приквел канала «The CW» под названием «Дневники Кэрри». В 2021 году вышло продолжение «Секса в большом городе» — сериал «И просто так».

## Сюжет
| Сезон | Сезон | Эпизоды | Эпизоды       | Оригинальная дата показа | Оригинальная дата показа |
| Сезон | Сезон | Эпизоды | Эпизоды       | Премьера сезона          | Финал сезона             |
| ----- | ----- | ------- | ------------- | ------------------------ | ------------------------ |
|       | 1     | 12      | 12            | 6 июня 1998              | 23 августа 1998          |
|       | 2     | 18      | 18            | 6 июня 1999              | 3 октября 1999           |
|       | 3     | 18      | 18            | 4 июня 2000              | 15 октября 2000          |
|       | 4     | 18      | 18            | 3 июня 2001              | 10 февраля 2002          |
|       | 5     | 8       | 8             | 21 июля 2002             | 8 сентября 2002          |
|       | 6     | 20      | 12            | 22 июня 2003             | 14 сентября 2003         |
| 8     | 6     | 20      | 4 января 2004 | 22 февраля 2004          |                          |

### Сезон 1
Сериал рассказывает о четырёх подругах, проживающих в Нью-Йорке. Кэрри Брэдшоу — жительница современного Нью-Йорка, автор колонки «Секс в большом городе» в газете «New York Star». У неё есть три лучшие подруги — PR-менеджер Саманта Джонс, адвокат Миранда Хоббс и арт-дилер Шарлотта Йорк. Они постоянно собираются вместе, чтобы обсудить свои амурные дела и ответить наконец на вопрос: «Зачем успешной женщине любовь, если можно довольствоваться сексом без обязательств?». И в то время как Саманта «пускается во все тяжкие», Шарлотта ищет искреннюю любовь, а Миранда — того, кто не будет её бояться, Кэрри встречает Мужчину своей мечты (англ. — Mister Big). Завязывается бурный роман, но Кэрри требуется признание его чувств, и в результате они расстаются.

### Сезон 2
Кэрри не может забыть Мужчину своей мечты, и, несмотря на обилие новых бойфрендов, продолжает по нему скучать. После смерти своего знакомого она осознаёт, что жизнь слишком коротка, и хочет вновь возродить их отношения. После примирения Мистер Биг начинает исправляться: он зовёт её своей девушкой, знакомится с её подругами и признаётся, что любит её.
В жизни Миранды появляется очаровательный бармен Стив. После ночи с ним она выкидывает его из головы, но он намерен продолжить их отношения. Циничная Миранда против этого, но исправление Мистера Бига убеждает её дать ему шанс. В жизни Шарлотты продолжается полоса невезения, а Саманта вовсю занимается сексуальными экспериментами.
Кэрри становится известно, что Мужчине её мечты предложили работу в Париже. Она тщательно всё обдумывает и принимает решение жить сразу на два города. Он сообщает ей, что она не должна этого делать, ведь он не может пообещать ей совместного будущего. После драматичного прощания они расстаются во второй раз, и он улетает в Париж.
Спустя время на одной из вечеринок они встречаются, причём он — не один. Оказалось, что он недавно вернулся в Нью-Йорк, но даже не сообщил ей об этом. Вскоре она узнаёт, что незнакомка рядом с ним — его невеста Наташа, молодая брюнетка за двадцать. В конце второго сезона Кэрри красиво расстаётся с Мужчиной её мечты. На такой поступок её вдохновил фильм «Какими мы были» с Барброй Стрейзанд и Робертом Редфордом.

### Сезон 3
Кэрри принимает решение забыть про Мужчину своей мечты. Познакомившись с нью-йоркским политиком, она завязывает с ним отношения, но всё рушится после того, как она узнаёт о его извращённых фантазиях. После разрыва с ним она знакомится с дизайнером мебели Эйданом Шоу.
В жизни Шарлотты наконец-то появляется её идеальный мужчина — богатый врач Трей МакДугал. Миранда всё не может разобраться в том, какие у неё со Стивом отношения, а Саманта всем своим видом показывает, что у неё всё замечательно.
Стоило Кэрри наладить свою жизнь с Эйданом, судьба вновь сталкивает её с Мистером Бигом. Он начинает преследовать её, рассказывая, что он несчастлив в браке. Как-то раз он находит её в отеле, где она вынуждена работать, пока в её квартире идёт ремонт. Во время страстной сцены он соблазняет Кэрри, и с этого момента она начинает жить двойной жизнью, встречаясь с Эйданом и Мужчиной своей мечты.
В конце третьего сезона Шарлотта выходит замуж за Трея, Кэрри расстаётся с Эйданом, рассказав ему о её изменах с Мужчиной своей мечты. Мужчине её мечты тоже приходится развестись с Наташей, ведь после того, как она застала их в собственной квартире, скрывать их отношения уже не было никакого смысла.

### Сезон 4
Кэрри залечивает болезненные любовные раны и не может понять, кого же она любит сильнее — Эйдана или Мужчину своей мечты. Стив открывает бар совместно с Эйданом. На открытии Кэрри сталкивается с Эйданом и понимает, что чувства к нему ещё не остыли. Тогда она предлагает ему возобновить отношения. Эйдан делает Кэрри предложение руки и сердца, но она не готова выйти замуж. Шарлотта счастлива в браке с Треем, только постоянное вмешательство матери Трея, Банни, в их семейные дела не устраивает её, к тому же, как оказалось, у Трея серьёзные проблемы с потенцией. Саманта, после романа со страстной Марией, понимает, что жить с женщиной она не хочет. Через некоторое время она занимается пиар-компанией отелей бизнесмена Ричарда, и в него же влюбляется.

### Сезон 5
Жизнь не стоит на месте, и четыре подруги вновь пытаются вписаться в ритм большого города. Кэрри решает отдохнуть от мужчин и провести время в обществе своей главной любви — Нью-Йорка. Между тем, карьера Кэрри идёт в гору — её редактор сообщает, что её колонки хотят выпустить в виде книги. Кэрри знакомится с писателем Джеком Бергером. Во время прогулки Бергер говорит Кэрри, что у него есть девушка, однако через некоторое время они расстаются.
Саманта пытается пережить измену Ричарда и вскоре прощает его. Вместе с подругами она отправляется в Атлантик-Сити, где у Ричарда дела. Они замечательно проводят время, но Саманту постоянно мучают сомнения и ревность. После короткого воссоединения Саманта решает, что не может постоянно мучиться из-за Ричарда и бросает его.
Шарлотта начинает бракоразводный процесс, который осложняет своими требованиями Банни, мать Трея. Между ней и её адвокатом Гарри Голденблаттом внезапно вспыхивает страстный роман, но Шарлотта ставит ограничения — это не любовь, а всего лишь секс. Однако когда она понимает, что испытывает чувства к Гарри, тот говорит ей, что может жениться только на еврейке.
Неожиданно забеременев от Стива и решившись родить малыша, Миранда боится, что потеряет дружбу Кэрри, Шарлотты и Саманты — проблемы материнства несколько чужды подругам, особенно Саманте. К новым заботам прибавляются переживания из-за лишнего веса, который она набрала после родов.

### Сезон 6
После короткого романа с Джеком Бергером, бросившим её, Кэрри знакомится с русским художником Александром Петровским. И всё так же не вовремя Мужчина её мечты вновь даёт о себе знать.
Сильная духом Саманта проходит через нелёгкие времена — начав встречаться с молодым актёром Смитом Джаредом, она узнаёт, что больна раком груди.
Шарлотта принимает иудаизм, выходит замуж за Гарри и теперь полна решимости завести ребёнка.
Миранда начинает встречаться с сексуальным доктором Лидсом, но в итоге признаётся Стиву, что любит его. И вскоре после этого они решают пожениться.

## В ролях

### Основной состав
| Сара Джессика Паркер | Кэрри Брэдшоу |
| Ким Кэттролл         | Саманта Джонс |
| Кристин Дэвис        | Шарлотта Йорк |
| Синтия Никсон        | Миранда Хоббс |

### Регулярные исполнители
| Крис Нот        | Мужчина Её Мечты (Мистер Биг, John) |
| Дэвид Эйгенберг | Стив Брейди                         |
| Джейсон Льюис   | Джерри «Смит» Джерод                |
| Эван Хэндлер    | Гарри Голденблатт                   |
| Джон Корбетт    | Эйдан Шоу                           |
| Кайл Маклахлен  | Трей МакДугал                       |
| Рон Ливингстон  | Джек Бергер                         |
| Уилли Гарсон    | Стенфорд Блетч                      |
| Линн Коэн       | Магда                               |
| Марио Кантоне   | Энтони Марантино                    |

### Приглашённые звёзды
Джастин Теру, Фрэнсис Стернхаген, Брэдли Купер, Джон Бон Джови, Тимоти Олифант, Кэрри Фишер, Мэттью Макконахи, Сара Мишель Геллар, Хизер Грэм, Люси Лью, Хайди Клум, Хью Хефнер, Дэвид Духовны, Кэндис Берген, Джери Халлиуэлл, Джейсон Льюис, Михаил Барышников, Винс Вон, Бриджит Мойнахан, Сония Брага, Джеймс Ремар, Блэр Андервуд, Аланис Мориссетт, Дональд Трамп, Кароль Буке и др.

## Производство

### Создание пилота
Даррен Стар, автор таких культовых сериалов, как «Беверли-Хиллз, 90210» и «Мелроуз-Плейс», познакомился с журналисткой Кэндес Бушнелл, когда та брала у него интервью перед запуском нового проекта «Central Park West». Стар и Бушнелл быстро подружились, и сценарист стал большим поклонником колонки «Секс в большом городе» — в ней Бушнелл, используя своё альтер эго Кэрри Брэдшоу, рассказывала о любовных похождениях современного Манхэттена — в ироничной форме она вывела ряд типажей, позже нашедших своё отражение и в сериале: любители моделей, «токсичные холостяки», истеричные мамаши. Ходили слухи, что «Мужчина её мечты» (англ. Mr. Big) был списан с Рона Галотти, тогдашнего издателя журнала «Vogue». Тогда же Стар начал разрабатывать телевизионный проект по мотивам колонок. «Мне понравилась идея того, что эти ироничные, порой жалящие статьи, в которых автор откровенно рассказывает о сексуальных приключениях своих друзей, в итоге помогают писателю лучше понять самое себя», — говорит Стар.
Кроме того, набравшись опыта в работе над драматическими проектами, Стар хотел снять комедию, в которой о сексе бы говорилось с женской точки зрения — «это была неосвоенная территория». Даррен обратился к боссам канала ABC, но те отвергли проект, так как понимали, что не смогут реализовать все идеи автора — «они даже сомневались, смогут ли назвать сериал „Секс в большом городе“», — вспоминает сценарист. К тому же Стару не понравилось, каким видели шоу руководители канала — он хотел снять настоящий «взрослый сериал о сексе между взрослыми людьми», что было практически невозможно на центральных каналах. Кроме того, Стар был против ситком-формата, подразумевавшего присутствие зрительской аудитории, ограниченного пространства и четырёх камер для съёмок. Стар представлял новый проект «мостом, соединяющие телевидение и киноиндустрию».
Тогда он обратился на канал HBO — руководители сразу же одобрили идею и поручили Стару написать и поставить пилотный эпизод. В 1996 году статьи Бушнелл были изданы в формате книги, и тогда Даррен Стар выделил четыре главных персонажа: Кэрри Брэдшоу, Миранду Хоббс, Саманту Джонс и Шарлотту Росс (чью фамилию поменяли на «Йорк» для сериала). «Первоначально я думал, что это будет сериал-антология: каждую неделю Кэрри будет знакомить зрителей с новыми персонажами, но после выхода книги я решил изменить концепцию».
К январю 1997 года сценарий пилотного эпизода был закончен, а Стар нанял Сьюзан Сэйдельман в качестве режиссёра пилота. В нём, а также в следующих сериях первого сезона был использован приём обращения персонажей в камеру, прямо к зрителям. Однако начиная со второго сезона, формат сериала немного изменился, и от этого художественного приёма авторы отказались.

### Кастинг
«Когда я писал сценарий, я видел в этой роли только её. Я подумал, что если главная героиня будет откровенно говорить о сексе, она должна нравиться зрителям. Думаю, у Сары есть те качества, которые помогут сделать Кэрри романтичной и человечной». Сама Паркер, занятая тогда в кино и театре, не хотела возвращаться на телевидение, где не работала больше десяти лет, но её агент уговорил прочитать сценарий, отметив, что «в нём что-то есть». Заинтригованная финальной сценой с Кэрри и Бигом, 27 марта 1997 года актриса встретилась за ужином с Дарреном Старом, который предложил ей также стать продюсером шоу, если она согласится в нём участвовать. «Когда снимаешь такие проекты, очень важно, чтобы ведущий исполнитель был не просто актёром, а мог действительно повлиять на съёмочный процесс», — говорит Стар. По словам Паркер, впечатлённая желанием Стара снять проект с её участием, решающими стали слова мужа актрисы, актёра Мэттью Бродерика, и её брата-сценариста Пиппина Паркера, которые считали, что «такой проект упускать нельзя». Обязательным условием контракта актрисы стал пункт, в котором оговаривалось, что она не будет сниматься обнажённой.
Стар сразу же пригласил в проект Кристин Дэвис, с которой работал ранее над «Мелроуз-Плейс» — ей он доверил роль консервативной и интеллигентной Шарлотты Йорк. Актриса театра и кино со стажем Синтия Никсон получила роль циничного адвоката и деловой женщины Миранды Хоббс. Уилли Гарсону автор доверил роль Стэнфорда Блетча, гея и лучшего друга Кэрри. Крис Нот был утверждён на роль безымянного возлюбленного Кэрри, которого герои называют просто «Мистер Биг» — «Мужчина её мечты» в русской версии озвучивания. Наконец, Ким Кэттролл согласилась сыграть роль сексуально-раскрепощённой PR-акулы Саманты Джонс.

### Сценарий
На протяжении первых трёх сезонов автор сериала Даррен Стар оставался исполнительным продюсером и шоу-раннером сериала, а Майкл Патрик Кинг, начав работу в качестве сценариста и соисполнительного продюсера, стал продюсером во втором сезоне и шоу-раннером начиная с четвёртого сезона, в то время как Стар продолжал работу над проектом в качестве продюсера-консультанта. Кроме Стара и Кинга в команду сценаристов входили — Синди Чупак, Дженни Бикс, Джули Роттенберг, Элиза Зуритски, Аллан Хейнберг, Эми Б. Харрис и Лиз Туччилло.
Обсуждение идей для сценария начиналось осенью в офисе в Лос-Анджелесе за четыре месяца до съёмок сезона. Часть идей была позаимствована из колонки Бушнелл, а затем развита командой. Многие ситуации, рассказанные в сериале, происходили на самом деле с некоторыми членами съёмочной команды. В ноябре происходит встреча с Сарой Джессикой Паркер, которая также выполняла в сериале функции исполнительного продюсера. После финального обсуждения Паркер и команды утверждается сюжет нескольких первых эпизодов сезона, а сценаристы посещают кабинет боссов канала HBO. Прежде чем начнутся съёмки, сюжет должен быть одобрен руководством, которое может забраковать сценарий. Обычно, сценарии первых серий готовы к февралю, когда вся съёмочная группа переезжает в Нью-Йорк, где начинаются съёмки сериала. Пока производственная группа занята съёмочным процессом, команда авторов готовит сценарии оставшихся эпизодов, которые часто пишутся на основе оценки отснятого материала и результата кастинга — так, персонаж Дэвида Эйгенберга, бармен Стив Брейди, должен был стать мимолётным увлечением Миранды. Но авторам понравился роман Миранды и Стива, и роль Дэвида расширили.

### Титры
Начиная с первой серии и вплоть до двенадцатого эпизода четвёртого сезона вступительные титры сериала оставались неизменными — имя Сары Джессики Паркер появлялось на фоне башен-близнецов Всемирного торгового центра. Однако после трагедии 11 сентября 2001 года башни убрали из монтажа и заменили видами «Empire State Building».

### Съёмочный период
Съёмки сериала начались 2 июня 1997 года. Пилот был отснят за десять дней — Даррен Стар был в восторге от исполнения Паркер: «Кэрри вышла романтичной и ранимой. Она не перестала верить в любовь, несмотря на все неудачи в личной жизни». Пятый сезон состоял всего из восьми эпизодов — съёмки были отложены в связи с беременностью Паркер, и возобновлены через четыре месяца после рождения сына актрисы, 31 марта 2003 года.
Первый и единственный из шести сезонов шоу был снят на 16-миллиметровую плёнку.

### Мода и стиль
В сериале появляется множество эксклюзивных дизайнерских костюмов и платьев. Так, выходя замуж в первый раз за Трея МакДугала, Шарлотта носила платье от Веры Вонг, на свадьбе с Гарри Голденблаттом — от Бэджли Мишка (Badgley Mischka). Пачка Кэрри из титров стоит около $5 в любом винтажном магазине.

### Финал сериала
По словам авторов сериала, они хотели завершить шоу, пока находились на пике популярности. Последняя серия под названием «Американка в Париже, Часть 2» (англ. An American Girl In Paris, Part Deux) вышла в эфир США 22 февраля 2004 года. Главную тему эпизода «Adah’s Theme» написал Михаил Барышников, сыгравший в шестом сезоне роль русского художника Александра Петровского. Эту же песню исполняет Барышников в эпизоде «The Ick Factor». По слухам, было отснято несколько вариантов концовки, но в итоге продюсеры выбрали воссоединение Кэрри и Мистера Бига.
Последний эпизод сериала посмотрели 10,6 миллиона зрителей — серия стала самой рейтинговой в истории сериала, а также одной из самых рейтинговых эпизодов среди шоу, снятых для кабельного телевидения. В 2005 году «TV Land» поставил эпизод на 91-е место в списке «Самых неожиданных моментов в истории телевидения», а 22 мая 2011 года «TV Guide» присвоил финалу 14-е место в списке «Самых незабываемых телевизионных финалов».

## Продолжения

### Полнометражные фильмы
Полнометражный фильм-продолжение «Секс в большом городе» спродюсировал и поставил по собственному сценарию Майкл Патрик Кинг — картина вышла в прокат в 2008 году. Вместе с четырьмя ведущими актрисами к своим ролям в фильме вернулись Крис Нот, Эван Хэндлер, Дэвид Эйгенберг, Джейсон Льюис и Уилли Гарсон. Кроме того, обладательница премии «Оскар» актриса Дженнифер Хадсон сыграла роль ассистентки Кэрри, очаровательной Луис. Действие фильма происходит три года спустя после финала сериала. Фильм получил смешанные отзывы критиков, но стал успешным в кассовом плане — по результатам года «Секс в большом городе» оказался самой кассовой романтической комедией года.
Фильм «Секс в большом городе 2» вышел в прокат в мае 2010 года. Все актёры основного состава вернулись в продолжении, основное действие которого происходило в ОАЭ. Также в ролях-камео появились Лайза Миннелли и Майли Сайрус, а Пенелопа Крус в эпизодической роли. События фильма происходят спустя два года после первой части. Как и предшественник, фильм стал невероятно успешным в прокате, но был прохладно принят критикой.
В 2016 году появились сообщения о том, что сценарий третьего фильма готов к производству. Как бы там ни было, 28 сентября 2017 года в интервью для «Extra» Паркер рассказала о закрытии проекта: «Я разочарована. У нас был прекрасный, забавный, душераздирающий, радостный и очень достоверный сюжет. Я расстроена, что мы не сможем рассказать эту историю и пройти через этот опыт, но особенно я печалюсь за наших зрителей, которые очень хотели бы продолжения». СМИ сообщали, что Кэтролл отказалась от участия после того, как узнала что Мистер Биг умирает от сердечного приступа, а Саманта получает неприличные сообщения и фото от повзрослевшего сына Миранды, Брэйди".

### Дневники Кэрри
В 2012 году канал «The CW» начал работать над проектом «Дневники Кэрри», который снят по мотивам одноимённого романа-приквела, также написанного Кэндес Бушнелл. Роль юной Кэрри досталась актрисе Анне-Софии Робб, а премьера сериала состоялась в январе 2013 года. Шоу было закрыто 8 мая 2014 года после двух сезонов из-за низких рейтингов. Сериал хоть и не имел таких рейтингов и просмотров, но радушно оценен критиками.

### И просто так
В декабре 2020 года стало известно о начале работы над сериалом «И просто так» на канале HBO Max без участия Ким Кэтролл. Сериал станет продолжением «Секса в большом городе» и будет включать 10 эпизодов. Паркер, Никсон и Дэвис вернутся к своим ролям. В мае 2021 Сара Рамирес присоединилась к актёрскому составу.
В конце декабря 2021 года актёр сериала Крис Нот оказался в центре громкого скандала. Несколько женщин обвинили его в изнасилованиях и домогательствах. В связи с этим из финальной серии сиквела была вырезана сцена с его участием. В последней серии персонаж Крис Нота Мистер Биг, согласно сюжету, должен был появиться в сцене с Кэрри Брэдшоу, которую сыграла Сара Джессика Паркер.

## Признание

### Награды и номинации
Шесть премий «Эмми» и восемь «Золотых глобусов», а также 36 других наград. Кроме того, сериал стал первым кабельным шоу, получившим премию «Эмми».

### Поклонники
Сериал стал невероятно популярным среди зрителей. К примеру, после финала сериала был запущен автобусный тур по Нью-Йорку, участники которого посещают самые известные места, показанные в сериале.

### Мода
Сериал пародировался в юмористическом шоу «MadTV».

## Противоречия

### Критика
Критики считают, что «Секс в большом городе» произвёл фурор потому, что вместо шаблонных 18-летних блондинок его героинями стали женщины, которым «немного за тридцать». Оказалось, что их жизнь интересна и насыщенна. Они ходят в рестораны и кафе, посещают культурные мероприятия, обсуждают свои сексуальные истории и просто получают удовольствие от жизни.

### Скандалы
Следственный комитет по Хабаровскому краю в рамках дела ЛГБТ-активистки Юлии Цветковой о распространении порнографии в декабре 2020 года направил на экспертизу 5 серию 1 сезона сериала «Секс в большом городе». В январе 2021 года экспертиза сделала вывод о том, что представленные на исследование видеозаписи фрагментов сериала «Секс в большом городе», в которых демонстрируются картины с изображением женского полового органа, не содержат признаков информации порнографического характера.
В январе 2023 года сервис "Амедиатека", а вместе с ним и "Кинопоиск", подверг сериал гомофобной цензуре, заменив в аудиодорожке слова "гей" и "педик" на нейтральное "мальчик", а также целиком вырезав содержащую слово "лесбиянка" сцену из второго сезона.

## Трансляция

### США и Канада
Эпизоды шоу выходили на канале HBO — сейчас права на трансляцию принадлежат HBO Max. Канала «TBS» и «WGN America» стали первыми, кто повторил шоу в синдикации. Также эпизоды транслируются на «E!».
В феврале 2021 года на канале HBO Max состоялась премьера сериала в высоком разрешении — негативы были отсканированы в качестве 4K, кадр представлен в соотношении сторон 16:9.
В 2024 году сериал вышел на стриминговом сервисе Netflix, за первую неделю зрители посмотрели 12,3 млн часов, сериал вошёл в десятку лучших телешоу платформы в 42 странах, включая США.

### В других странах

#### Россия
Премьера сериала состоялась 20 января 2003 года на канале НТВ. — серии транслировались преимущественно в ночное время.

## Выход на видео

### VHS
Сериал выходил в США и некоторых других странах на VHS-носителях. В России сериал вышел полностью на 20 видеокассетах — выпуском занималась компания «Премьер-Мультимедия», персонажей озвучивали те же голоса, что и на канале НТВ.

### DVD
Все шесть сезонов шоу выпускались на DVD. Релиз шестого сезона состоял из двух частей. Официально шоу издавали в первом (США), втором (Европа, Средний Восток), третьем (Корея) и четвёртом регионах (Океания и Австралазия). Кодировка изданий также зависела от региона выпуска.
Кроме стандартного выпуска каждого из сезонов, ограниченным тиражом выпускалось «Коллекционное издание» всего сериала, которое также отличалось региональной кодировкой и дополнительными материалами. Американское и канадское издание вышло в стандартном оформлении с бонусным диском; также существует так называемое «Обувное издание» для Европы.
Кроме того, первый сезон европейского издания имел некоторые проблемы с воспроизведением, а на диске отсутствовали дополнительные материалы. Картинка не конвертировалась в PAL-сигнал, а оставалась в оригинальном американском NTSC-формате, что в итоге привело к проблемам воспроизведения на некоторых европейских моделях телевизоров и DVD-плееров. Все последующие издания второго региона были переведены в PAL-формат с оригинальной фильмокопии, а первый сезон был переиздан в формате PAL.
За пределами США сериал был издан «Paramount Pictures». Американские и канадские издания выпускала компания HBO. В Австралии, к примеру, каждый диск можно было приобрести отдельно. В Южной Корее также выходило «Обувное издание» сериала. В Бразилии первый и пятый сезоны были изданы на DVD Dual, а все остальные сезоны выходили на DVD-сетах.
| Сезон                      | Дата выхода                 | Количество дисков | Дополнения |
| -------------------------- | --------------------------- | ----------------- | --- |
| The Complete First Season  | 23 мая 2000                 | 2                 | • Inside «Sex & The City» • Cast & Filmmakers • Awards & nominations • «Research» TV Promo • DVD-ROM Features |
| The Complete Second Season | 22 мая 2001                 | 3                 | • Cast & Filmmakers • Awards & Nominations • TV Spots — Seasons 1 & 2 |
| The Complete Third Season  | 21 мая 2002                 | 3                 | • Audio Commentary • Biographies • Episodic Previews • Episodic Recaps • Scene Access |
| The Complete Fourth Season | 20 мая 2004                 | 3                 | • Audio Commentaries |
| The Complete Fifth Season  | 30 декабря 2003             | 2                 | • Audio Commentaries |
| The Complete Sixth Season  | 18 мая 2004 28 декабря 2004 | 5                 | • Audio Commentaries • Museum Of TV & Radio Seminar • Deleted Scenes • Three Alternate Series Finale Endings • Two HBO Farewell Tributes • USCAF Writers' Panel Discussion |
| The Complete Series        | 28 декабря 2004             | 20                | Ранее изданные материалы, а также дополнительный диск: • I Heart Sex & The City • Sex Essentials • AboutThe Shoes • The Ties That Bind • The Men Of Sex & The City • Awkward Moments • Location, Location, Location • Go! • Fun & Games • Lights, Camera, Relationship • You Can Quote Me On It • Naughty Or Nice? • All That Glitters • En-Sex-Lopedia • Full Exposure • Behind-The-Scenes • Snapshots • The Look • Sex Extras • The Guest List • Secrets Of The Universe |

### Избранные эпизоды
Сборники лучших тематических эпизодов были изданы в рамках серии «Sex & The City Essentials». Всего вышло 4 диска по три серии на каждом:
- «The Best Of Lust»: эпизоды «The Fuck Buddy», «Running With Scissors» и «The Turtle & The Hare».
- «The Best Of Mr. Big»: эпизоды «Sex & The City», «Ex & The City» и «I Heart NY».
- «The Best Of Romance»: эпизоды «Baby, Talk Is Cheap», «Hop, Skip & A Week», и «An American Girl In Paris, Part Deux».
- «The Best Of Breakups»: эпизоды «Don’t Ask, Don’t Tell», «I Love A Charade» и «The Post-It Always Sticks Twice».

Эксклюзивно для магазинов «Target» на территории США был выпущен пятый диск «The Best Of Fashion» с эпизодами «Secret Sex», «The Real Me» и «Luck Be An Old Lady». Это единственный диск из всей коллекции, который был издан с цветной обложкой, а не с чёрно-белой.

## Продукция

### Саундтреки
Во время и после трансляции сериала было выпущено несколько альбомов-саундтреков с музыкой, звучавшей в шоу и написанной по его мотивам, а также сборники музыкального лейбла «Irma Records», предоставивших композиции для телешоу.
- 6 июня 2000 года лейбл «Sire Records» выпустил первый альбом «Sex & The City: Music From The HBO Series», на котором среди прочих композиций был издан кавер-микс на главную тему сериала, записанный дуэтом Groove Armada. Всего на диске расположилось 13 композиций.
- В 2002 году вышел альбом «Electric Martinis: Music From Sex & The City» в рамках проекта Роба Монси. Релиз также содержал музыку, звучавшую в сериале.
- 1 марта 2004 года в продажу поступило двухдисковое издание «Sex & The City: Music From & Inspired By The TV Series» с 37 композициями на нём — на диске также была записана главная музыкальная тема сериала, написанная композитором Дугласом Куомо, в двух вариантах — из начальной заставки и финальных титров.
- Лейбл «Irma Records» выпустил несколько двухдисковых изданий с клубной музыкой, звучавшей в сериале — альбомы получили названия «Irma At Sex & The City, Part 1: Daylight Session» и «Irma At Sex & The City, Part 2: Nightlife Session». Оба альбома вышли в апреле 2004 года. Также в 2005 году была выпущена трёхдисковая коллекция «Irma At Sex & The City».
- В 2008 году в Интернет-магазин iTunes на продажу поступил альбом «City Songs» с инструментальной музыкой из сериала (преимущественно — последних двух сезонов), написанной композитором Бобом Кристиансоном.

### Печатные издания
Во время трансляции сериала была выпущена книга-компаньон «Секс в большом городе: Поцелуй и скажи» (англ. Sex & The City: Kiss & Tell), её автор — Эми Сон. После выхода последних серий книга была переиздана в 2004 с исправленной и дополненной информацией.
В 2018 году свет увидела книга Дженнифер Армстронг «Секс в большом городе. Культовый сериал, который опередил время» (англ. Sex & The City & Us: How Four Single Women Changed The Way We Think, Live, And Love) —  Эссе о влиянии телешоу на мировую культуру и феминизм содержит множество к эксклюзивных интервью с актёрами и сценаристами сериала, а также экспертами мира моды и развлечений, культурологами и и социологами.

#### Переводы

##### На русский язык
Книга «Секс в большом городе: Поцелуй и скажи» выпускалась издательством «Бардо» на территории Украины в 2005 году. В 2020 на русский язык была переведена книга «Секс в большом городе. Культовый сериал, который опередил время».